# Kurt Linders stipendium
Kurt Linders stipendium delas sedan 1969 ut årligen av Svenska Filmakademin. Stipendiaten ska vara under 35 år och ha utmärkt sig inom filmområdet. Prissumman har varierat från år till år, men låg 2023 på 20 000 kronor. 

## Stipendiater
- 1969 – Jörgen Persson, fotograf
- 1970 – Roy Andersson, regissör
- 1971 – Per Berglund, regissör; Pierre Lindstedt, skådespelare
- 1972 – Eddie Axberg, skådespelare
- 1973 – Maj Wechselmann, regissör; Kari Sylwan, skådespelare
- 1974 – Per-Arne Ehlin, regissör
- 1977 – Lasse Hallström, regissör; Lars Hansson, Anna Godenius och Mona Seilitz, skådespelare
- 1978 – Margareta Vinterheden, regissör
- 1979 – Johan Hagelbäck, regissör
- 1980 – Charlie Nykvist, fotograf
- 1981 – Lennart Gustavsson och Jösta Hagelbäck, animatörer
- 1982 – Christina Olofson och Göran du Rées, filmare
- 1983 – Agneta Elers-Jarleman, regissör
- 1984 – Stellan Skarsgård, skådespelare
- 1985 – Ewa Fröling, skådespelare
- 1986 – Stina Ekblad, skådespelare
- 1987 – Lena T. Hansson och Reine Brynolfsson, skådespelare
- 1988 – Daniel Bergman, regissör
- 1989 – Ylva Julén och Staffan Julén, filmare
- 1990 – Helena Bergström, skådespelare
- 1991 – Gunilla Röör, skådespelare
- 1992 – Lars Jönsson, producent
- 1993 – Andra Lasmanis, fotograf
- 1994 – Matti Bye, biografmusiker
- 1995 – Lisa Ohlin, regissör
- 1996 – Ella Lemhagen, regissör
- 1997 – Hans Renhäll, manusförfattare
- 1998 – Lukas Moodysson, regissör
- 1999 – Daniel Lind Lagerlöf, regissör
- 2000 – Reza Parsa, regissör
- 2001 – Jonas Karlsson, skådespelare
- 2002 – Baker Karim, regissör
- 2003 – Emelie Carlsson Gras; Teresa Fabik, regissör
- 2004 – Anna Anthony, producent
- 2005 – Mikael Marcimain, regissör
- 2006 – Jens Jonsson, regissör
- 2007 – Sofia Ledarp, skådespelare
- 2008 – David Dencik, skådespelare
- 2009 – Ruben Östlund, regissör
- 2010 – Lisa Aschan, regissör
- 2011 – Jonas Holmberg och Jacob Lundström, redaktörer FLM
- 2012 – Gabriela Pichler, regissör
- 2014 – Ester Martin Bergsmark, regissör
- 2015 – Anna Persson, regissör, Shaona Chakraborty, regissör och Anna Weitz, producent
- 2016 – Ita Zbroniec-Zajt, fotograf
- 2017 – Amanda Kernell, regissör
- 2018 – Fanni Metelius, filmskaparen och skådespelaren[3]
- 2019 – Lisabi Fridell, filmfotograf[4]
- 2020 – Salad Hilowle, filmkonstnär
- 2021 – Nathalie Álvarez Mesén, filmregissör
- 2022 – Morgane Dziurla-Petit, filmkonstnär
- 2023 – Eliza Jones, filmproducent